# القبعية
القبعية قرية تقع جنوب محافظة البدائع إحدى محافظات منطقة القصيم في المملكة العربية السعودية، تأسست عام 1393هـ /1973م
موؤسسها الشيخ معيبد عويض القبع الديحاني   
رحمه الله 
ومعرفها الحالي الشيخ عويض معيبد القبع الديحاني  
حفظه الله 

## الموقع الجغرافي
تعتبر القلب النابض لمحافظة البدائع فهي المنفذ الوحيد للتوسع العمراني للمحافظة وتضم في جنباتها أكثر من 75% من مزارع المحافظة، يحد القبعية من الجنوب الغربي كثبان رامة أو رامتان الشهيرة أو (رامات) كما يحب البعض تسميتها ومن الجنوب الشرقي نفود الشقيّقه، ومن الشرق نفود الغضا و محافظة عنيزة ومن الغرب تحدها محافظة الرس ومما يميز القبعية هو توسطها بين مدن القصيم.
وفي الوقت الحالي أصبحت القبعية قرية مكتملة الخدمات.

## المناخ
تدخل في ظروف المناخ الذي تعرف بها منطقة نجد وهو المناخ الصحراوي المعروف بشدة الحرارة في الصيف، وشدة البرد في الشتاء مع سقوط الأمطار.